# Никелоцен
Никелоцен — металлоорганическое сэндвичевое комплексное соединение никеля с формулой Ni(C5H5)2. Представляет собой тёмно-зелёные кристаллы, не растворимые в воде, не устойчивые на воздухе.

## Получение
- Реакция бромида никеля, циклопентадиена и диэтиламина:

{\displaystyle {\mathsf {NiBr_{2}+2C_{5}H_{6}+2(C_{2}H_{5})_{2}NH\ {\xrightarrow {}}\ Ni(C_{5}H_{5})_{2}+2(C_{2}H_{5})_{2}NH_{2}Br}}}

## Физические свойства
Никелоцен образует тёмно-зелёные парамагнитные кристаллы.
В твёрдом состоянии заметно разлагается на воздухе. Хранят в инертной атмосфере при −30°С.
Не растворяется в воде, растворяется в полярных органических растворителях.
Растворы на воздухе очень неустойчивы.

## Применение
- Катализатор полимеризации бутадиена.
- Антидетонатор.